# Luis Alberto López (boxeador)
Luis Alberto López Vargas (Mexicali, Baja California; 21 de agosto de 1993) conocido como Venado López, es un boxeador profesional mexicano. Desde diciembre de 2022 hasta agosto del 2024 fue campeón mundial de peso pluma de la Federación Internacional de Boxeo (FIB).
Inició su carrera profesional en el año 2015 y desde entonces ha logrado triunfos frente al ex campeón mundial Josh Warrington y el medallista olímpico Michael Conlan.

## Carrera amateur
Tuvo una breve experiencia en el ámbito amateur que duró 8 meses, durante la cual participó en un total de 10 peleas, logrando 6 victorias y sufriendo 4 derrotas.

## Carrera profesional

### Inicios
Hizo su debut profesional a los 22 años contra Francisco Javier Pacheco, ganando la pelea por decisión dividida. Durante los siguientes tres años, mantuvo su invicto hasta que fue derrotado por Abram Montoya por decisión dividida el 24 de marzo de 2018. Consiguió tres victorias más antes de obtener una oportunidad por el título vacante peso pluma internacional de la OMB el 28 de febrero de 2019, contra Ray Ximenez. Ganó por decisión técnica con puntajes de 80–72, 78–74 y 77–75. La pelea se detuvo después de ocho rondas debido a un corte sobre el ojo izquierdo de Ximenez, que fue causado por un choque accidental de cabezas.

#### López vs. Villa
El 10 de mayo de 2019, en el evento principal de "ShoBox: The New Generation", se enfrentó a Ruben Villa luchando una vez más por el título internacional peso pluma de la OMB. Al final de la pelea, López sufrió su segunda derrota por decisión unánime, con puntuaciones de 93–97, 92–98 y 94–96.
Después de derrotar a Israel Rojas el 30 de agosto de 2019 y Marco Antonio Monteros el 21 de septiembre de 2019, fue reservado para enfrentar al invicto Cristian Baez. Venciéndolo por nocaut en el quinto round.

#### López vs Vences
El 7 de julio de 2020, se enfrentó a Andy Vences en el MGM Grand Garden Arena en Las Vegas. A pesar de ser considerado menos favorito en las apuestas, logró vencer a Vences por decisión dividida, con puntuaciones de 96–94 a su favor. El tercer juez otorgó el mismo resultado a favor de Vences.
En su segunda pelea de 2021, se enfrentó al invicto Gabriel Flores Jr., a quien derrotó por decisión unánime, con puntuaciones de 100–90 y 98–92 a su favor.

#### López vs Lowe
El 3 de diciembre de 2021, se enfrentó al boxeador invicto Isaac Lowe en un combate de eliminación por el título peso pluma de la FIB. La pelea tuvo lugar en el York Hall en Bethnal Green. Durante el combate, López derribó a Lowe en la primera, segunda y séptima ronda. Después de la tercera caída, la pelea fue detenida y López ganó por nocaut técnico.

### Campeón peso pluma de la FIB

#### López vs Warrington
El 10 de diciembre de 2022, desafió al campeón de peso pluma de la FIB, Josh Warrington, en el First Direct Arena en Leeds, Inglaterra. Logró ganar la pelea por decisión mayoritaria, con los jueces Mike Fitzgerald y Adam Height anotando la pelea 115–113 a su favor, mientras que el juez Howard Foster anotó un empate de 114–114.
Después de la pelea, López expresó su descontento con lo que consideraba tácticas poco limpias por parte de Warrington y señaló: "Incluso me golpeó en las piernas. No creo que el árbitro haya hecho lo suficiente para proteger a los luchadores esta noche". También se reveló que se fracturó el pulgar izquierdo durante el combate.

#### López vs Conlan y Gonzáles
Estaba programado para defender su título de peso pluma de la FIB contra el retador, Michael Conlan, el 27 de mayo de 2023, en el SSE Arena en Belfast, Irlanda del Norte. Durante el transcurso del enfrentamiento, López conectó un uppercut derecho que resultó en un derribo de su oponente. En respuesta a esta situación, la esquina de Conlan tomó la decisión de lanzar la toalla.
López fue programado para realizar una defensa voluntaria de su título de peso pluma de la FIB frente al retador del título de peso pluma de la OMB en dos ocasiones, Joet Gonzáles, el 15 de septiembre de 2023, en el Centro del Banco Americano en Corpus Christi, Texas. En esta pelea, mantuvo su título, ganando por decisión unánime con puntuaciones de: 118-110, 117-111 y 116-112.

### López vs Leo
La noche del 10 de agosto de 2024, en Nuevo México, López, campeón defensor, se midió ante el ex campeón mundial supergallo de la OMB, Angelo Leo. En el décimo asalto, el campeón intentó sorprender a Leo con un jab, pero descuidó su defensa. Leo, anticipando el movimiento, respondió con un preciso volado de zurda que conectó en la mandíbula de López. El impacto fue devastador, y el campeón se desplomó sobre la lona, incapaz de continuar.

## Títulos mundiales
- Campeón peso pluma de la Federación Internacional de Boxeo (FBI).

### Títulos nacionales
- Campeón peso superpluma de la costa del pacifico mexicano.

## Récord de boxeo profesional
| 32 peleas | 30 victorias | 2 derrotas |
| --------- | ------------ | ---------- |
| Nocaut    | 17           | 1          |
| Decisión  | 13           | 2          |

| No. | Resultado | Récord | Oponente                    | Método | Asalto, tiempo | Fecha                     | Localización                                                  | Notas                                                          |
| --- | --------- | ------ | --------------------------- | ------ | -------------- | ------------------------- | ------------------------------------------------------------- | -------------------------------------------------------------- |
| 33  | Derrota   | 30-3   | Angelo Leo                  | KO     | 10 (12) 1:16   | 10 de agosto del 2024     | Tingley Coliseum, Nuevo México                                | Pierde el título del Peso Pluma de la FIB                      |
| 32  | Victoria  | 30-2   | Reiya Abe                   | TKO    | 8 (12), 0:39   | 2 de marzo del 2024       | Turning Stone Resort & Casino, Verona, New York, USA          | Retiene el título peso pluma de la FIB                         |
| 31  | Victoria  | 29–2   | Joet González               | UD     | 12             | 15 de septiembre de 2023  | Centro del Banco Americano, Corpus Christi, Texas             | Retiene el título peso pluma de la FIB                         |
| 30  | Victoria  | 28–2   | Michael Conlan              | TKO    | 5 (12), 1:14   | 27 de mayo de 2023        | SSE Arena, Belfast, Irlanda del Norte                         | Retiene el título peso pluma de la FIB                         |
| 29  | Victoria  | 27–2   | Josh Warrington             | MD     | 12             | 10 de diciembre del 2022  | First Direct Arena, Leeds, Inglaterra                         | Ganó el título de peso pluma de la FIB                         |
| 28  | Victoria  | 26–2   | Yeison Vargas               | KO     | 2 (8), 1:00    | 20 de agosto de 2022      | Pechanga Arena, San Diego, California                         |                                                                |
| 27  | Victoria  | 25–2   | Raúl Chirino                | KO     | 4 (8), 1:08    | 9 de abril de 2022        | El hangar, Costa Mesa, California                             |                                                                |
| 26  | Victoria  | 24–2   | Isaac Lowe                  | KO     | 7 (12), 2:38   | 3 de diciembre del 2021   | York Hall, Bethnal Green, Inglaterra                          |                                                                |
| 25  | Victoria  | 23–2   | Gabriel Flores Jr.          | UD     | 12             | 10 de septiembre de 2021  | Casino Del Sol, Tucson, Arizona                               |                                                                |
| 24  | Victoria  | 22–2   | Mauro Lotero                | KO     | 1 (8), 0:58    | 18 de marzo del 2021      | Preparatoria Maestros Federales, Mexicali, México             |                                                                |
| 23  | Victoria  | 21–2   | Andy Vences                 | MD     | 10             | 7 de julio del 2020       | MGM Grand, Las Vegas, Nevada                                  |                                                                |
| 22  | Victoria  | 20–2   | Christian Baez              | TKO    | 5 (10), 1:28   | 14 de diciembre del 2019  | Auditorio del Estado, Mexicali, México                        |                                                                |
| 21  | Victoria  | 19–2   | Marco Antonio Monteros      | TKO    | 1 (6), 1:19    | 21 de septiembre de 2019  | Auditorio del Estado, Mexicali, México                        |                                                                |
| 20  | Victoria  | 18–2   | Israel Rojas                | TKO    | 1 (8), 2:30    | 30 de agosto de 2019      | Parque Vicente Guerrero, Mexicali, México                     |                                                                |
| 19  | Derrota   | 17–2   | Rubén Villa                 | UD     | 10             | 10 de mayo de 2019        | Omega Products International, Corona, California              | Por el título vacante de peso pluma internacional de la OMB    |
| 18  | Victoria  | 17–1   | Ray Ximenez                 | TD     | 8 (10)         | 28 de febrero del 2019    | Yakama Legends Casino, Toppenish, Washington                  | Por el título vacante de peso pluma internacional de la OMB    |
| 17  | Victoria  | 16–1   | Yahir Patino                | TKO    | 5 (6)          | 15 de diciembre de 2018   | Gimnasio Municipal, San Luis Río Colorado, México             |                                                                |
| 16  | Victoria  | 15–1   | Gregorio Torres             | UD     | 6              | 9 de noviembre de 2018    | Parque Vicente Guerrero, Mexicali, México                     |                                                                |
| 15  | Victoria  | 14–1   | Luis Cueto Hernández        | TKO    | 2 (6), 1:02    | 29 de septiembre del 2018 | San Luis Río Colorado, Mexico                                 |                                                                |
| 14  | Victoria  | 13–1   | Marco Antonio García Toledo | TKO    | 3 (6), 1:02    | 31 de agosto de 2018      | Parque Vicente Guerrero, Mexicali, México                     |                                                                |
| 13  | Derrota   | 12–1   | Abraham Montoya             | SD     | 10             | 24 de marzo del 2018      | Terraza del Sol del Parque Vicente Guerrero, Mexicali, Mexico | Perdió el título súper pluma de la costa del Pacífico mexicano |
| 12  | Victoria  | 12-0   | Andrés Tapia                | PTS    | 8              | 13 ene 2018               | Gimnasio de Mexicali, Mexicali, México                        |                                                                |
| 11  | Victoria  | 11-0   | Cristian Bielma             | UD     | 10             | 28 de octubre de 2017     | Gimnasio de Mexicali, Mexicali, México                        | Ganó el título súper pluma de la costa del Pacífico mexicano   |
| 10  | Victoria  | 10–0   | Marcelino Hernández         | KO     | 3 ( 8 ), 1:24  | 5 de agosto de 2017       | Auditorio Municipal, Morelia, Mexico                          |                                                                |
| 9   | Victoria  | 9–0    | Alfredo Mejía Vargas        | TKO    | 6 (10)         | 3 de marzo de 2017        | Gimnasio de Mexicali, Mexicali, México                        |                                                                |
| 8   | Victoria  | 8–0    | Zeus Valenzuela             | UD     | 8              | 1 de enero de 2017        | Gimnasio de Mexicali, Mexicali, México                        |                                                                |
| 7   | Victoria  | 7–0    | José Pech                   | TKO    | 1 (4), 2:02    | 19 de noviembre de 2016   | Salón de Eventos del Hotel Posada del Sol, San Felipe, Mexico |                                                                |
| 6   | Victoria  | 6–0    | Juan Antonio Rivera         | KO     | 5 (6) 1:59     | 22 de octubre de 2016     | Gimnasio de Mexicali, Mexicali, México                        |                                                                |
| 5   | Victoria  | 5–0    | Hector Candsales            | TKO    | 4 ( 6 ), 0:48  | 10 de septiembre de 2016  | Gimnasio de Mexicali, Mexicali, México                        |                                                                |
| 4   | Victoria  | 4–0    | Jovanni Saldana             | UD     | 4              | 29 de abril del 2016      | Gimnasio de Mexicali, Mexicali, México                        |                                                                |
| 3   | Victoria  | 3–0    | Erik Adrian Leyva Ramos     | UD     | 4              | 18 de marzo del 2016      | Gimnasio de Mexicali, Mexicali, México                        |                                                                |
| 2   | Victoria  | 2–0    | Erick Torres Escobedo       | UD     | 4              | 29 de enero de 2016       | Gimnasio de Mexicali, Mexicali, México                        |                                                                |
| 1   | Victoria  | 1–0    | Francisco Pacheco           | SD     | 4              | 6 de noviembre de 2015    | Gimnasio de Mexicali, Mexicali, México                        |                                                                |